# Age of Consent (canción de New Order)
«Age of Consent» es una canción del grupo británico New Order, primera pista de su segundo disco, Power, Corruption & Lies, publicado en mayo de 1983. Solía ser habitual en el repertorio del grupo, habiéndose tocado un total de 208 veces desde su debut en vivo en 1982. Dejó de tocarse en 1989. Tras 22 años de ausencia en los directos, New Order volvió a incluirla en algunos conciertos a lo largo de 2011.

## Usos de la canción
La canción fue utilizada para el teaser tráiler de la película Maria Antoinette, dirigida por Sofia Coppola en 2006 junto a Kirsten Dunst. Una versión en formato karaoke de Age of Consent fue incluida en una escena de la película Modern Love Is Automatic.
La introducción fue utilizada en un comercial de la compañía telefónica AT&T Mobility.
Se suponía que la canción iba a ser usada en la película Wayne's World 2. No obstante, los productores de la cinta no tenían dinero suficiente para pagar los derechos a New Order, por lo que se usó una versión con músicos de estudio en lugar de la grabación original.
La canción también aparece en el documental de la BBC The Trap.
En 2010, una parte de la canción se usó en un comercial de Target Corporation.
La canción ha sido utilizada en el episodio "She Said OK", de la tercera temporada de la serie de televisión de HBO Girls.

## Personal
- Bernard Sumner – voces, guitarras
- Peter Hook – bajos de 4 y 6 cuerdas
- Stephen Morris – batería y percusión
- Gillian Gilbert – sintetizadores y programación
- New Order – productores
- Michael Johnson – ingeniero
- Barry Sage y Mark Boyne – asistentes

## Versiones
La canción ha sido versionada por grupos o cantantes como Ha sido cubierto por numerosas bandas y artistas, como Arcade Fire, Craft Spells, Buffalo Tom, Grant-Lee Phillips, Kevin Drew, Masters of the Hemisphere, Craig Marlowe, Hooded Fang, Electric Colony, Kii Noo, Neverending White Lights, Young Statues, Yuck, The Obvious, Buzzcocks, Cayetana, Thursday 29, Cienfuegos o Built to Spill.
En 2012, una cover realizada por el grupo Geographer fue utilizada para el anuncio del iPad Mini.